# هلن ردی
هلن ردی (انگلیسی: Helen Reddy; ۲۵ اکتبر ۱۹۴۱) خواننده، ترانه‌سرا و هنرپیشه استرالیایی-آمریکایی بود. از فیلم‌هایی که در آن نقش داشته می‌توان به فرودگاه ۱۹۷۵ اشاره کرد.